# NGC 5642
NGC 5642 é uma galáxia elíptica (E) localizada na direcção da constelação de Boötes. Possui uma declinação de +30° 01' 38" e uma ascensão recta de 14 horas, 29 minutos e 13,4 segundos.
A galáxia NGC 5642 foi descoberta em 16 de Maio de 1784 por William Herschel.